# Таврика (банк)
Банк «Таврика» — бывший украинский коммерческий универсальный банк.
По классификации Нацбанка Украины входил в группу «средних».
Был основан 24.10.1991, прекратил деятельность в 2012 году.
Главный офис был расположен в г. Киев, Украина. На 01.10.2012 года кроме главного офиса и 7 киевских отделений функционировали Харьковское региональное управление и 32 отделения в других регионах Украины.
По состоянию на 01.01.2012 года уставной капитал составлял 300 млн грн., регулятивный капитал 449,57 млн грн., активы — 4,4 млрд грн.
В 2012 году выпуском акций был увеличен уставной капитал на 16.67 % (50 млн. грн.) и на 12.09.2012 г. он составил 350 млн. грн.
По состоянию на 1 октября 2012 года активы банка составляли 4,9 млрд грн.
Аудитором банка в 2011—2012 годах являлось украинское подразделение BDO International.
Основными банковскими контрагентами являлись ПУМБ, Хрещатик, БТА Банк и др.
В числе крупных предприятий банк обслуживал Киевский ювелирный завод, трест Південзахідтрансбуд, «Укринтерпошив», Приднепровская железная дорога (2010) и др.
Банк являлся партнёром Western Union, членом Visa, состоял в SWIFT, участвовал в украинском Фонде гарантирования вкладов физических лиц. Входил в Крымский банковский союз.
20 декабря 2012 года Национальный банк Украины отнёс банк “Таврика” к категории неплатёжеспособных и Фонд гарантирования вкладов ввёл в банк временную администрацию.
Банк будет ликвидирован до 2016 года.